# Ville Jalasto
Ville Jalasto (Espoo, 19 de abril de 1986) é um futebolista finlandês que já atuou no FC Honka, e no Aalesunds FK.